# Issam Fayel
Issam Fayel (en árabe: عصام فايل السناني‎; Sur, Omán, 14 de agosto de 1984) es un exfutbolista omaní que jugaba en la posición de defensa.

## Carrera

### Club
| Periodo   | Club          |
| --------- | ------------- |
| 2001-2005 | Sur Club      |
| 2005–2006 | Al Jahra SC   |
| 2006–2007 | Sur Club      |
| 2007–2008 | Kazma SC      |
| 2008–2011 | Al Nasr SC    |
| 2011–2012 | Sur Club      |
| 2012–2014 | Al Nasr SC    |
| 2014–2016 | Al-Nahda Club |

### Selección nacional
Jugó para Omán en ocho ocasiones de 2007 a 2008, participó en la Copa Asiática 2007 y en la clasificación de AFC para la Copa Mundial de Fútbol de 2010.

## Logros
- Supercopa de Omán (1): 2014
- Copa Al Khurafi (1): 2007